# 列梅什夫卡 (卡利尼夫卡區)
49°39′35″N 28°27′31″E / 49.65972°N 28.45861°E
列梅什夫卡（烏克蘭語：Лемешівка），是烏克蘭的村落，位於該國西南部文尼察州，由赫米利尼克區負責管轄，面積0.25平方公里，海拔高度286米，2001年該村落人口659。